# Mirza Ibrahimov
Pour les articles homonymes, voir Ibrahimov.
Mirza Ibrahimov (en azéri : Mirzə Əjdər oğlu İbrahimov ; 15 octobre 1911 dans la province de Sarab en Azerbaïdjan iranien - 17 décembre 1993 à Bakou) est un écrivain et homme politique azerbaïdjanais.

## Biographie
Mirza Ibrahimov naît dans une famille paysanne pauvre. En 1918, après la mort de sa mère et de sa sœur, sa famille déménage à Bakou. Resté orphelin, il est contraint de travailler comme ouvrier. Travaillant dans les champs pétrolifères, il fréquente une école pour jeunes travailleurs et un cercle littéraire. En 1929, il termine la FZU (école d'usine) et, en 1931, l'école technique de l'industrie pétrolière avec un diplôme de contremaître de forage.

### Premiers ouvrages
En 1930, Mirza Ibrahimov écrit de la poésie. Ensuite, il passe aux articles publiés dans les journaux. Il prend une part active aux activités du cercle, dirigé par l'écrivain et enseignant Seyid Hussein. Hussein apprécie ses premières histoires ; il les corrige et les publie. La même année, la revue Sharg gadiny (Femme de l'Est) publie ses premiers articles, Melek et Zakhra.
La pièce Hayat peut être considérée comme son premier ouvrage important sur la transformation du village, ce qui lui apporte une renommée. Bientôt, il part étudier à Leningrad, où il travaille sur une grande œuvre littéraire sur Jalil Mammadkulizade, reconnue comme une dissertation. Le livre s'appelle Le Grand Démocrate. À son retour de Leningrad, il est nommé directeur du théâtre d'opéra et de ballet[Quoi ?] ; plus tard, il est nommé chef du Département des Arts. En dépit de son travail au gouvernement, il continue à écrire.
Ses drames, Madrid, sur le combat du peuple espagnol contre le fascisme, sorti en 1944 et Mahabbat, sur le travail du peuple pendant la Grande Guerre patriotique, les comédies Une paysanne et Un homme bon deviennent populaires.

### Position civique
La position civique de Mirza Ibrahimov est clairement indiquée dans ses œuvres. L'Azerbaïdjan du Sud occupe une place particulière dans la série Récits orientaux, en particulier dans le roman Le jour viendra (1948), qui reflète des épisodes du mouvement de libération nationale en Iran et pour lequel l'écrivain reçoit le Prix d'État de l'URSS. Ce travail est un succès retentissant non seulement en Azerbaïdjan, mais aussi à l'étranger, étant même traduit en plusieurs langues. Il écrit les romans Un grand support (1957), La confluence des eaux (1958), Pervane (1969-1970), consacré à la vie et l'activité publique de Nariman Narimanov, et de nombreux autres ouvrages.
Il publie aussi des articles critiques sur la langue et la littérature.

### Traductions
Dans le même temps, il traduit des auteurs étrangers en azerbaïdjanais, notamment William Shakespeare, Alexandre Ostrovski, Molière, Anton Tchekhov , Tchernichevski.

### Activité politique
La fin des années 1940 et toutes les années 1950 occupent une place importante dans la vie publique de Mirza Ibrahimov. Il occupe le poste du vice-président du Conseil des ministres, puis du président du Présidium du Conseil suprême de la République d'Azerbaïdjan.